# Leo Sujatovich
Leonardo Fabián Sujatovich, más conocido por su nombre artístico Leo Sujatovich (Buenos Aires, 24 de marzo de 1960), es un pianista, tecladista y compositor argentino. Es reconocido por sus trabajos junto a Luis Alberto Spinetta y varias bandas de rock nacional, y famoso por haber introducido en la música argentina el uso del sintetizador Prophet-5.

## Biografía
Sujatovich fue durante varios años tecladista del músico Luis Alberto Spinetta, integrando la mítica banda Spinetta Jade. Con anterioridad había sido tecladista de PorSuiGieco, Nito Mestre y había integrado el grupo Tantor.
Sujatovich introdujo en la música argentina el uso del sintetizador Prophet-5, usado por primera vez en 1983, en varios temas de los álbumes Bajo Belgrano, de Spinetta Jade y Mondo di cromo, de Spinetta como solista.
El Prophet 5 introdujo un sonido novedoso para la época que revolucionó la música a comienzos de los años 1980 y el papel de los teclados. Entre las primeras composiciones argentinas en que Sujatovich utilizó el Prophet 5 se encuentran "Mapa de tu amor" (Bajo Belgrano) y "Paquidermo de luxe" (Mondo di cromo). El músico Gonzalo Aloras se ha referido a las implicancias musicales de esa innovación realizada por Sujatovich:

La introducción de esa canción (se refiere "Mapa de tu amor" en Bajo Belgrano, grabado unos meses después), está hecha con una nueva tecnología aplicada dentro del mundo estético de Spinetta, que hasta ese momento usaba una tímbrica ligada exclusivamente con el rock clásico. Esa intro estaba hecha con un teclado que se llama Prophet 5, recién estrenado en el país. Quien lo tocaba era Leo Sujatovich. Lo que se estaba haciendo con ese disco no era exponer los beneficios del Prophet 5, sino exponer una idea poética, musical, a través de esa técnica. Sólo en esa suerte de alquimia entre la poesía, la composición, la alquimia de Luis y la tecnología se puede producir esta magia.
Gonzalo Aloras

Compuso las bandas musicales de películas como Chorros (1987), La sonámbula, La venganza (1999), La antena de Esteban Sapir. Compuso la música del ballet Tango brujo, para Julio Bocca, El desfile de Ana María Stekelman, y junto a Horacio Ferrer la Tango suite a Manuel de Falla y Pablo Neruda. 
Ha ganado el Premio Carlos Gardel por Lujo de tangos y fue nominado a los premios Grammy por su álbum Trío de Cámara Tango, en la categoría mejor álbum de música latina.
Es padre del también músico Mateo Sujatovich, quién lanzó en el 2018 su primer álbum solista, Conociendo Rusia, y en el 2019 el segundo, llamado Cabildo y Juramento.

## Discografía
- 1985: Inédito.
- 1993: Dulces sueños.
- 1997: La furia.
- 1998: Pizza, birra, faso.

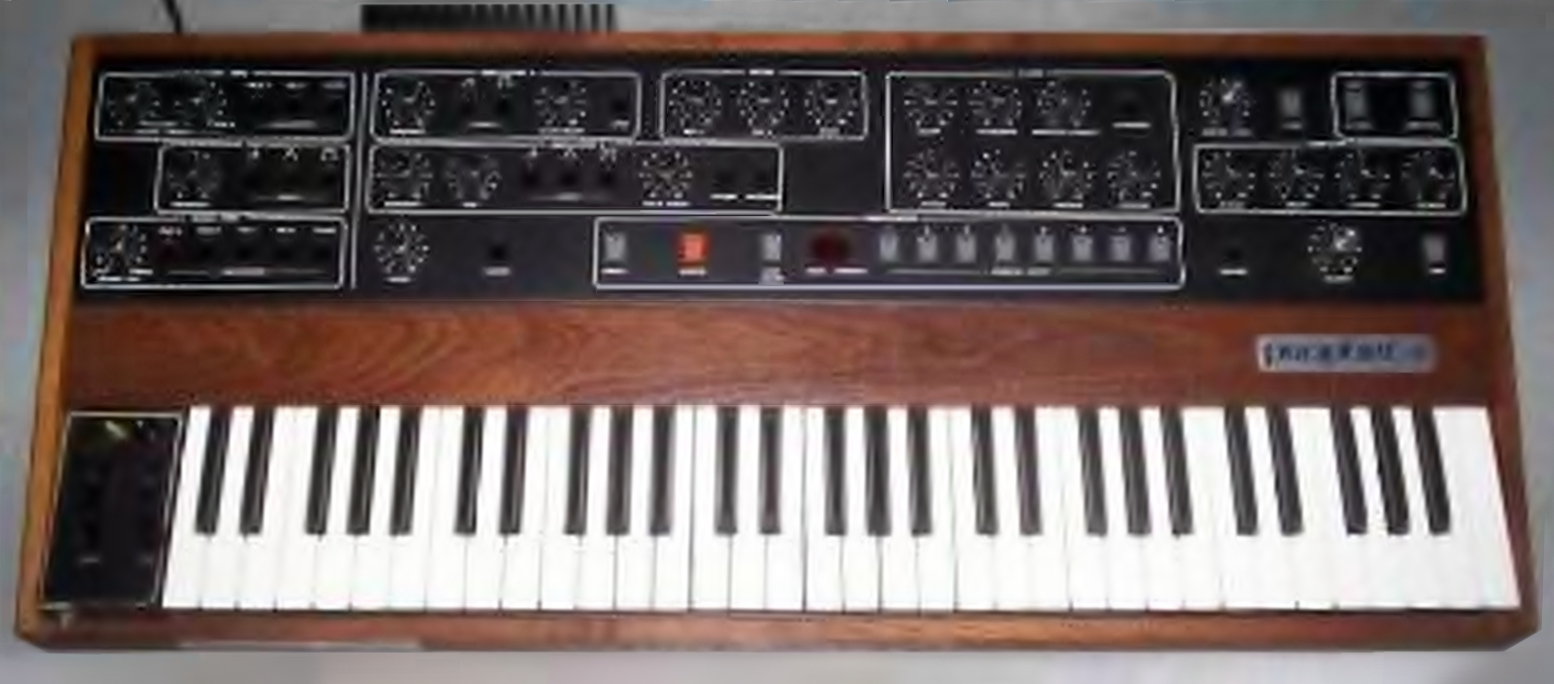
El sintetizador analógico Prophet-5 de SCI. Introducido en Argentina por Sujatovich en 1983 y utilizado por primera vez en los álbumes Bajo Belgrano, de Spinetta Jade y Mondo di cromo, de Spinetta como solista.

- 1999: La sonámbula, recuerdos del futuro.
- 2000: Bellas artes.
- 2001: Leyenda.
- 2002: Tangos en trío de cámara - PRODUCCIÓN INDEPENDIENTE
- 2005: Tango ritual - EPSA MUSIC S.A.
- 2005: Tango brujo.
- 2006: Salmos.
- 2007: La antena.
- 2009: Lujo de tangos y canciones junto a Katie Viqueira - EPSA MUSIC S.A.

## Participaciones
- PorSuiGieco.
- Los niños que escriben en el cielo.
- Álbum Tantor.
- Me vuelvo cada día más loca (de Celeste Carballo)
- Mágico y natural.
- Cecilia Gauna.
- Bajo Belgrano, 1983 (Spinetta Jade)
- Mondo di cromo, 1983 (de Luis Alberto Spinetta)
- Los Enanitos Verdes, 1984 (De Los Enanitos Verdes, como productor)
- Conociendo Rusia, 2019 Produce y graba en el proyecto de su hijo Mateo Sujatovich "Cabildo y Juramento"

## Premios
- 2001: premio Gardel en la categoría «mejor álbum infantil» por Bellas artes.
- 2002: nominado a los premios Grammy Latinos en la categoría «mejor álbum de tango» por su disco Trío de cámara tangos.
- 2006: premio Gardel como «mejor álbum de tango» por Tango ritual.
- 2007: premio Clarín Espectáculos en la categoría «mejor banda sonora» por su disco La antena.
- 2025: premio Konex por su trayectoria como Arreglador/Orquestador en la última década.[2]